# Tarma (provins)
Tarma (spanska: Provincia de Tarma) är av de nio provinserna som bildar departementet Junín i centrala delen av Peru. Provinsen har en yta av 2749 km² och befolkningen uppgår till 89 590 invånare.

## Geografi
Provinsen Tarma ligger i Cordillera Central, öster om de övre delarna av Mantarofloden och söder om Junínsjön. Den sträcker sig över en del av avrinningsområdet för Tarmafloden. Provinsen ligger i en övergångszon från andinska höglandet till Amazonas lågland. Den gränsar i norr till Junínprovinsen, i öster till Chanchamayoprovinsen, i söder till Jaujaprovinsen och i väster till Yauliprovinsen. Provinsen Tarma ligger delvis i UNESCOs biosfärområde, regnskogarna i Selva Central.

## Indelning
Provinsen Tarma är uppdelad i nio distrikt. Distrikten och deras folkmängd enligt folkräkningen 2017 anges i nedanstående tabell:
| Distrikt i provinsen Tarma | Distrikt i provinsen Tarma |
| -------------------------- | -------------------------- |
| Distrikt                   | Befolkning (2017)          |
| Acobamba                   | 37 075                     |
| Huaricolca                 | 1 899                      |
| Huasahuasi                 | 9 901                      |
| La Unión                   | 3 514                      |
| Palca                      | 5 543                      |
| Palcamayo                  | 3 438                      |
| San Pedro de Cajas         | 3 547                      |
| Tapo                       | 4 473                      |
| Tarma                      | 47 775                     |
| Total                      | 89 590                     |